# Distrito Central
Distrito Central est une municipalité du Honduras, située dans le département de Francisco Morazán. Elle est officiellement appelée Municipalité du District Central (MDC) et est formée par les anciennes municipalités de Tegucigalpa et de Comayagüela : elle forme la capitale du pays.
Elle est fondée en 1937. Le Distrito Central comprend 41 villes et villages ainsi que 293 hameaux.

## Source de la traduction
- (en) Cet article est partiellement ou en totalité issu de l’article de Wikipédia en anglais intitulé « Distrito Central » (voir la liste des auteurs).